# Csíkos vízisikló
A csíkos vízisikló (Natrix helvetica) a hüllők (Reptilia) osztályába, a  pikkelyes hüllők (Squamata) rendjébe, a kígyók (Serpentes) alrendjébe, a siklófélék (Colubridae) családjába tartozó faj. 2017 augusztusáig a vízisikló (Natrix natrix) egyik alfajának tartották, ám a genetikai analízis kimutatta, hogy önálló fajba tartozik.
Színe a közönséges vízisiklóétól eltérően nem olívazöld, hanem szürke, gallérján nem látható világossárga mintázat. Teste hosszában fekete csíkozat látható.